# Municipio de Valdemarsvik
Valdemarsvik es un municipio de Suecia situado en la parte sureste de la provincia de Östergötland. El pueblo principal de Valdemarsvik se llama Valdemarsvik. Otros pueblos en Valdemarsvik son Ringarum, Gusum, Gryt y Skepsgården.
El municipio cuenta con 8.038 habitantes y tiene un área de 781,69 km². Tiene una costa de 700 km y el fiordo más largo de la parte baja de Suecia.

## Historia
A medida que el hielo de la última glaciación retrocedía y la tierra veía la luz, ha habido gente en la zona. Pero no fue hasta la Edad del Bronce, cerca 3.500 años atrás, que Valdemarsvik consiguió habitantes.
Al empezar el pueblo de Valdemarsvik tenía el nombre de Wammar y estaba situado más al norte del pueblo de hoy.
En un archivo en Borkhult pone en una carta escrita en el año 1.383 el nombre Wagmare.
El fiordo a su lado fue nombrado Vammarsviken y finalmente dio su nombre a Valdemarsvik.
Por el año 1870 se abrió una tenería (curtiduría) en Valdemarsvik, que fue el corazón del pueblo hasta los años sesenta.
Después de su liquidación ha sido la industria de taller y el servicio lo que ha dominado.